# Zayne Emory
Rodney Zayne Emory, né le 3 juin 1998 à McMinnville, Oregon, est un acteur et chanteur américain.

## Biographie
Emory est né le 3 juin 1998 à McMinnville, Oregon. Il a commencé à jouer à un âge précoce en poursuivant une carrière dans le théâtre local. En 2010, Zayne et sa famille ont déménagé à Los Angeles.

## Filmographie

### Au cinéma
- 2011 : Crazy, Stupid, Love : Eric, Robbie's Friend
- 2012 : Shmagreggie Saves the World : Max
- 2014 : An American Education : Lance
- 2015 : Little Loopers : David
- 2016 : Maximum Ride : Iggy
- 2018 : Brimming with Love : Tyler
- 2020 : American Pie Présente : Girls Power : Jason

### À la télévision
- 2009 : Esprits criminels (Criminal Minds) : Ryan
- 2010 : Desperate Housewives : Patrick (12-year-old)
- 2010 : Ghost Whisperer : Pig Mask Kid
- 2010 : The Closer : L.A. enquêtes prioritaires : Avery Disken
- 2010–2011 : I'm in the Band : Ma vie de rocker : Charles "Chucky" Albertson
- 2011 : Shake It Up : Howard
- 2011 : Les Experts : Miami : Bobby Nolan
- 2011–2012 : Shameless : Simon
- 2012 : Shmagreggie Saves the World : Max
- 2013 : Section Genius : Graham
- 2013 : Modern Family : Filmgoer
- 2013 : Tatami Academy : Tad Monaco
- 2014 : An American Education : Lance
- 2014 : See Dad Run : Greg Howard
- 2015–2018 : Crazy Ex-Girlfriend : Brendan Proctor
- 2015–2022 : Les Goldberg : J. C. Spink
- 2016–2018 : 24 Heures : Legacy : Drew Phelps
- 2016–2017 : Supergirl : Rick Malverne (jeune)
- 2017–2018 : Marvel's Runaways : Brandon
- 2018–2021 : The Rookie : Le Flic de Los Angeles : Henry Nolan